# Votuz
Votuz je malá vesnice, část obce Boháňka v okrese Jičín. Nachází se asi 1,5 km na jih od Boháňky. V roce 2009 zde bylo evidováno 32 adres. V roce 2001 zde trvale žilo 46 obyvatel.
Votuz je také název katastrálního území o rozloze 1,24 km².